# 河北工业大学附属红桥中学
河北工业大学附属红桥中学，原为天津市第五十一中学，简称五十一中，位于天津市红桥区红桥北大街58号，始建于1955年，建校至今学校历经三次合校，三次搬迁，2019年10月13日，更名为河北工业大学附属红桥中学。目前，河北工业大学附属红桥中学是天津市红桥区属市级重点中学。

## 历史
1955年，根据当时教育发展的需要，天津市决定筹建十余所初中校，五十一中学即是其中之一。1955年7月11日开始招生，首届招生1100余人，按男女及年龄排列编成18个班。8月份开学时，由于校舍尚未完工，师生暂借天津市第四十中学(现天津市民族中学）教学。1955年底，五十一中学校舍落成，全体师生迁至位于大丰桥南运河畔的新校舍。
1963年，红桥区教育局将五十一中学校址从大丰桥迁至邵公庄。1973年，五十一中学成立高中部，与学校一墙之隔的天津市第四十六中学迁址，其所占用的五十一中学的教学楼归还。1983年，天津市第五十一中学被红桥区政府认定为首批区级重点中学。
1995年，五十一中学成立了民办公助的天津市红桥区仁和中学。1996年，五十一中学被命名为红桥区属市级重点中学。1997年，天津市第四十九中学并入五十一中，五十一中学高中部及仁和中学高中部迁入原四十九中学校址，五十一中学分设南、北两院，形成初、高中相对独立、共同发展的学校布局。
2018年7月，天津市第五十一中学初、高中合并迁入红桥北大街新校区。2019年10月13日，天津市红桥区人民政府与河北工业大学签署《合作办学框架协议》，天津市第五十一中学正式更名为河北工业大学附属红桥中学。